# بی‌پای فلفلی
بی‌پای فلفلی(نام علمی: Typhlonectes compressicauda) نام یک گونه از راسته بی‌پائیان است.